# 克萊爾 (印第安納州)
克萊爾（英語：Clare）是位於美國印地安納州漢密爾頓縣的一個非建制地區。